# Leichtathletik-Europameisterschaften 2002/4 × 400 m der Männer

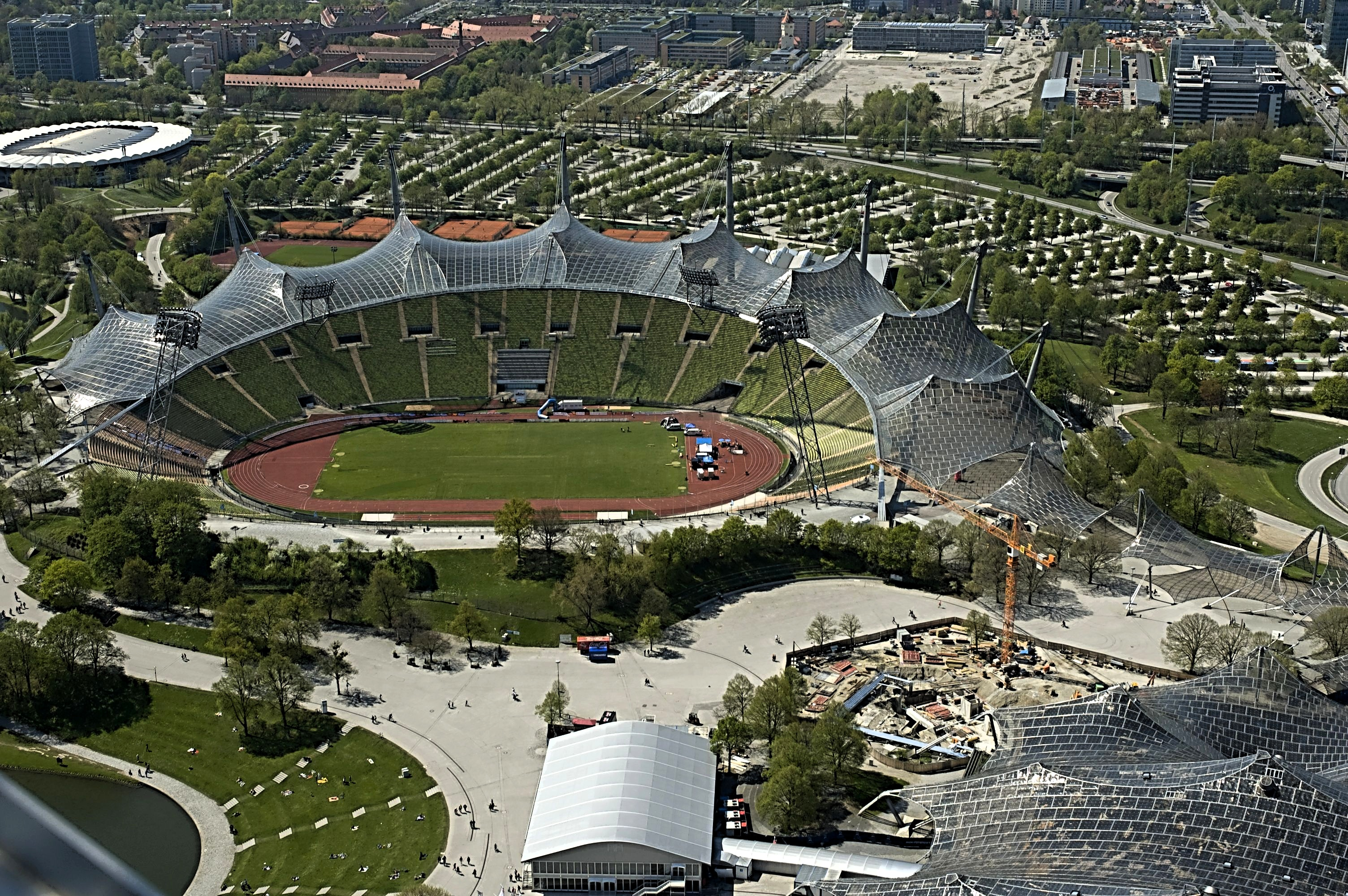
Das Olympiastadion in München von oben im Jahr 2009

Die 4-mal-400-Meter-Staffel der Männer bei den Leichtathletik-Europameisterschaften 2002 wurde am 10. und 11. August 2002 im Münchener Olympiastadion ausgetragen.
Europameister wurde Großbritannien in der Besetzung Jared Deacon, Matthew Elias, Jamie Baulch und Daniel Caines (Finale) sowie dem im Vorlauf außerdem eingesetzten Sean Baldock.
Den zweiten Platz belegte Russland mit Oleg Mischukow, Andrei Semjonow, Ruslan Maschtschenko (Finale) und Juri Borsakowski sowie dem im Vorlauf außerdem eingesetzten Jewgeni Lebedew.
Bronze ging an Frankreich (Leslie Djhone, Ahmed Douhou, Naman Keïta, Ibrahima Wade).
Auch die nur im Vorlauf eingesetzten Läufer erhielten entsprechendes Edelmetall.

## Bestehende Rekorde
| Weltrekord           | 2:54,29 min | USA (Andrew Valmon, Quincy Watts, Harry Reynolds, Michael Johnson)       | WM Stuttgart, Deutschland | 22. August 1993   |
| Europarekord         | 2:56,60 min | Großbritannien (Iwan Thomas, Jamie Baulch, Mark Richardson, Roger Black) | OS Atlanta, USA           | 3. August 1996    |
| Meisterschaftsrekord | 2:58,22 min | Großbritannien (Paul Sanders, Kriss Akabusi, John Regis und Roger Black) | EM Split, Jugoslawien     | 1. September 1990 |

Der bestehende EM-Rekord wurde bei diesen Europameisterschaften nicht erreicht. Die schnellste Zeit erzielte Europameister Großbritannien im Finale mit 3:01,25 min, womit das Quartett 3,03 s über dem Rekord blieb. Zum Europarekord fehlten 4,65 s, zum Weltrekord 6,96 s.

## Legende
| DSQ | disqualifiziert |

## Vorrunde
10. August 2002
Die Vorrunde wurde in zwei Läufen durchgeführt. Die ersten drei Staffeln pro Lauf – hellblau unterlegt – sowie die darüber hinaus zwei zeitschnellsten Teams – hellgrün unterlegt – qualifizierten sich für das Finale.

### Vorlauf 1
| Platz | Staffel        | Besetzung                                                                        | Zeit (min) |
| ----- | -------------- | -------------------------------------------------------------------------------- | ---------- |
| 1     | Großbritannien | Jared Deacon Sean Baldock (Vorlauf) Jamie Baulch Matthew Elias                   | 3:02,97    |
| 2     | Polen          | Marcin Marciniszyn Artur Gąsiewski (Vorlauf) Piotr Rysiukiewicz Robert Maćkowiak | 3:03,11    |
| 3     | Russland       | Oleg Mischukow Juri Borsakowski Jewgeni Lebedew (Vorlauf) Andrei Semjonow        | 3:03,11    |
| 4     | Irland         | Robert Daly Paul McKee Antoine Burke David McCarthy                              | 3:03,75    |
| 5     | Tschechien     | Jiří Vojtík (Vorlauf) Radek Zachoval Jan Mazanec (Vorlauf) Karel Bláha           | 3:04,35    |

### Vorlauf 2
| Platz | Staffel      | Besetzung                                                                    | Zeit (min) |
| ----- | ------------ | ---------------------------------------------------------------------------- | ---------- |
| 1     | Deutschland  | Bastian Swillims Jens Dautzenberg Lars Figura Ingo Schultz                   | 3:03,55    |
| 2     | Frankreich   | Leslie Djhone Ahmed Douhou Ibrahima Wade Naman Keïta                         | 3:03,77    |
| 3     | Griechenland | Stylianos Dimotsios Anastasios Gousis Georgios Ikonomidis Periklis Iakovakis | 3:04,31    |
| 4     | Spanien      | César Martínez Salvador Rodríguez Alberto Martínez David Canal               | 3:05,28    |
| DSQ   | Lettland     | Inguns Sviklins Viktors Lācis Ģirts Lamba Dmitrijs Miļkevičs                 |            |

## Finale

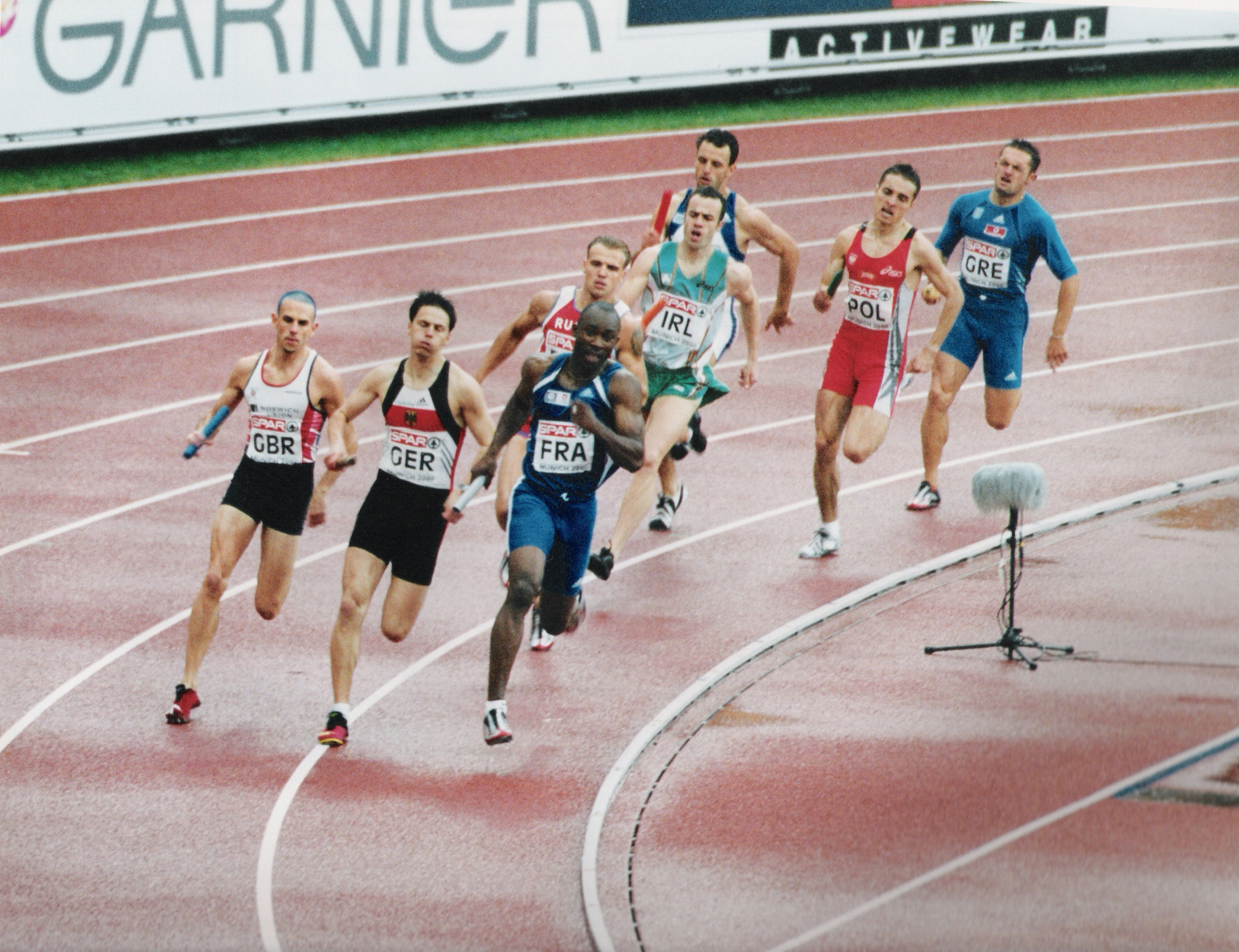
Läufer der 4-mal-400-Meter-Staffel in der Zielkurve

11. August 2002
| Platz | Staffel        | Besetzung | Zeit (min) |
| ----- | -------------- | --- | ---------- |
| 1     | Großbritannien | Jared Deacon Matthew Elias Jamie Baulch Daniel Caines (Finale) im Vorlauf außerdem: Sean Baldock                    | 3:01,25    |
| 2     | Russland       | Oleg Mischukow Andrei Semjonow Ruslan Maschtschenko (Finale) Juri Borsakowski im Vorlauf außerdem: Jewgeni Lebedew  | 3:02,34    |
| 3     | Frankreich     | Leslie Djhone Ahmed Douhou Naman Keïta Ibrahima Wade                                                                | 3:02,76    |
| 4     | Tschechien     | Štěpán Tesařík (Finale) Radek Zachoval Jiří Mužík (Finale) Karel Bláha im Vorlauf außerdem: Jiří Vojtík Jan Mazanec | 3:03,82    |
| 5     | Irland         | Robert Daly Paul McKee Antoine Burke David McCarthy                                                                 | 3:04,13    |
| 6     | Griechenland   | Stylianos Dimotsios Anastasios Gousis Georgios Ikonomidis Periklis Iakovakis                                        | 3:04,26    |
| 7     | Deutschland    | Ingo Schultz Jens Dautzenberg Lars Figura Bastian Swillims                                                          | 3:04,56    |
| DSQ   | Polen          | Marcin Marciniszyn Marek Plawgo (Finale) Piotr Rysiukiewicz Robert Maćkowiak im Vorlauf außerdem: Artur Gąsiewski   |            |

## Videolink
- 2002 EUROPEAN CHAMPS 4x400m, youtube.com, abgerufen am 20. Januar 2023